# Dolo (Bier)

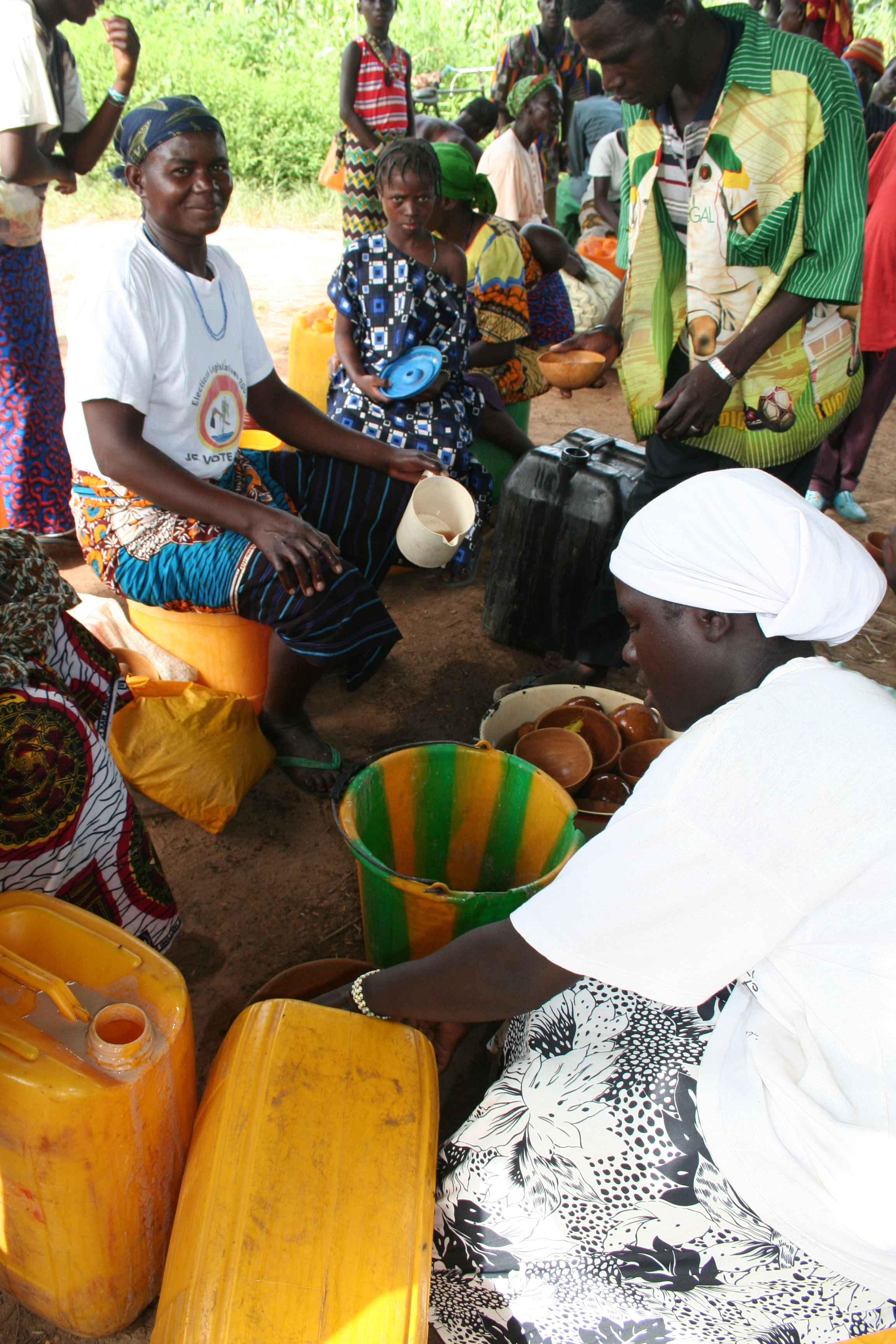
Doloausschank auf dem Markt von Tapoa-Djerma, Burkina Faso

Dolo ist eine Biersorte, die in Burkina Faso mit traditionellen Methoden aus Sorghumhirsen hergestellt wird.
Das Malz entsteht durch Keimung der mit Wasser versetzten Hirse. Die gekeimte Hirse wird getrocknet, dann mit Wasser versetzt und aufgekocht. Beim Kochen kommen verschiedene Pflanzen hinzu, die zur Klärung der Brühe beitragen. Nach dem mehrere Tage dauernden Kochvorgang hat sich ein Bodensatz gebildet, der abgetrennt wird. Die Flüssigkeit kann süß getrunken oder durch Zusatz von Hefe und geschmacksverbessernden Stoffen vergärt werden. Der Alkoholgehalt beträgt zwei bis vier Prozent. 
Dolo wird nicht industriell produziert und ist nur wenige Tage haltbar. Herstellung und Vermarktung ist Frauenarbeit. Meistens wird das Bier aus Kalebassen getrunken.